# Manoir de Coët Daly
Le manoir de Coët Daly est situé à Pluherlin en France.

## Localisation
Le manoir est situé sur le territoire de la commune de Pluherlin, au lieu-dit Coët Daly, dans le département du Morbihan en région Bretagne.

## Description
Ensemble composé de quatre corps de bâtiments : une ancienne dépendance à l'ouest, un logis et un petit hangar au centre, ainsi qu'une dépendance à l'est. Ils s'organisent en U, autour d'une cour dans laquelle se trouve un puits. Située à l'ouest et formant un long alignement, la première dépendance à usage de remise est surmontée d'un comble percé d'une lucarne à fronton à décor rayonnant aux formes issues du répertoire de la Renaissance. L'élévation postérieure conserve des ouvertures (portes et fenêtres) pour certaines comblées, ainsi que les marques d'une ancienne construction, aujourd'hui disparue. Au centre, le logis enduit dont la façade principale est orientée au nord, couvert à croupes, possède quatre niveaux d'élévation : le sous-sol desservi par un escalier droit en granite à gauche de la porte d'entrée nord. L'escalier principal, extérieur, droit et en granite, se situe contre le pignon ouest : une porte bouchée au rez-de-chaussée en pignon y conduisait. La façade sud (au centre de laquelle se trouve un contrefort) est moins ouverte que celle au nord donnant sur la cour. Un petit hangar situé à l'est du logis fait le lien avec les dépendances construite en retour d'équerre. Édifice avec sous-sol, un étage carré et comble à surcroît, construit en moellons de granite. Toiture à longs pans recouverte d'ardoises, croupe, pignon couvert.

## Historique
Hormis les vestiges de la dépendance ouest, il ne reste de l'ancien manoir du XVIIIe siècle qu'un vestige de mur accolé au logis actuel. Celui-ci, en partie construit à l'emplacement du premier logis (correspondant à la première travée à l'ouest), est érigé au milieu du XIXe siècle, peut-être en 1846, date de construction des dépendances à l'est. Encore présente sur le cadastre de 1840, la tour d'escalier de l'élévation postérieure de la dépendance ouest a été détruite. À la fin du XIXe siècle ou au début du XXe siècle, les dépendances est sont transformées en logement.
Le manoir est inscrit à l'inventaire général du patrimoine culturel en 1979.